# Gruppo Sportivo Oratorio Pallavolo Femminile Villa Cortese 2011-2012
Questa voce raccoglie le informazioni riguardanti il Gruppo Sportivo Oratorio Pallavolo Femminile Villa Cortese nelle competizioni ufficiali della stagione 2011-2012.

## Stagione
La stagione 2011-12 è per il Gruppo Sportivo Oratorio Pallavolo Femminile Villa Cortese, sponsorizzata dalla MC Carnaghi, la terza consecutiva in Serie A1: rispetto all'annata precedente, con in panchina sempre Marcello Abbondanza, la rosa viene rinnovata nel reparto centrale con l'arrivo di Martina Guiggi e Makare Desilets, a sostituire Sara Anzanello e Raffaella Calloni, nel reparto attaccanti con l'ingaggio di Sarah Pavan, al posto di Taismary Agüero e Lucia Bosetti al posto di Megan Hodge ed anche nel ruolo del libero con gli innesti di Luna Carocci e Ramona Puerari.
La vittoria della Coppa Italia 2010-11 permette alla società di partecipare alla Supercoppa italiana: la sfida è contro le campionesse d'Italia del Volley Bergamo, le quali vincono il trofeo, imponendosi per 3-2.
In campionato il GSO Villa Cortese parte con sette vittorie consecutive che la proiettano nelle zone alte della classifica: due sconfitte, una con l'Asystel Volley e l'altra con la Futura Volley Busto Arsizio, fanno concludere alla squadra il girone di andata al secondo posto, posizione utile per qualificarsi alla Coppa Italia. Il girone di ritorno invece si apre con altre cinque vittorie consecutive, mentre il finale di stagione è caratterizzato da quattro sconfitte su cinque partite disputate: la formazione lombarda chiude la regular season al secondo posto. Nei quarti di finale play-off scudetto, viene superato in tre gare il Robursport Volley Pesaro, mentre nelle semifinali la vittoria, sempre in tre gare, è contro il Volley Bergamo; la squadra giunge alla sua terza finale consecutiva, in altrettanti campionati disputati: l'avversario è la Futura Volley Busto Arsizio. La sfida giunge fino al tie-break di gara cinque, dove il GSO Villa Cortese ha anche la possibilità di giocarsi una palla match, ma la squadra bustocca ribalta la situazione aggiudicandosi lo scudetto.
L'avventura in Coppa Italia, di cui il club era detentore da due edizioni consecutive, si conclude già ai quarti di finale, sconfitto in casa dal River Volley Piacenza.
Il primo posto in regular season ed il raggiungimento della finale scudetto nel campionato precedente, permettono al GSO Villa Cortese di qualificarsi per la Champions League: la fase a girone è scarsa di vittorie con soli due successi, entrambi contro il Rote Raben Vilsbiburg, risultati che comunque consentono di qualificarsi alla fase ad eliminazione diretta, come terza nel girone. Nei quarti di finale le cortesine superano la ŽVK Dinamo Mosca, mentre in semifinale si gioca il derby italiano contro il Volley Bergamo: dopo aver vinto la gara di andata, perdono quella di ritorno; tuttavia il successo al golden set consente la qualificazione alla Final Four di Baku. In semifinale la sfida è contro il Racing Club de Cannes, il quale vince per 3-1, e, con lo stesso risultato, la ŽVK Dinamo-Kazan vince la finale per il terzo posto.

## Organigramma societario
Area direttiva
- Presidente: Giancarlo Aliverti

Area tecnica
- Allenatore: Marcello Abbondanza
- Allenatore in seconda: Ivan Bragagni
- Scout man: Michele Fanni
- Assistente allenatore: Cristiano Lucchi, Luca Porzio

Area sanitaria
- Medico: Renzo Castiglioni, Enrico Cecchetto
- Preparatore atletico: Ivan Bragagni
- Fisioterapista: Daniele Luison, Roberto Volpi

## Rosa
| N° | Nome             | Ruolo | Data di nascita | Nazionalità sportiva |
| -- | ---------------- | ----- | --------------- | -------------------- |
| 1  | Luna Carocci     | L     | 10 luglio 1988  | Italia               |
| 2  | Federica Stufi   | C     | 22 marzo 1988   | Italia               |
| 3  | Elena Perinelli  | S/O   | 27 giugno 1995  | Italia               |
| 4  | Lindsey Berg     | P     | 16 luglio 1980  | Stati Uniti          |
| 6  | Sarah Pavan      | O     | 16 agosto 1986  | Canada               |
| 7  | Martina Guiggi   | C     | 1º maggio 1984  | Italia               |
| 8  | Áurea Cruz       | S     | 10 gennaio 1982 | Porto Rico           |
| 9  | Lucia Bosetti    | S     | 9 luglio 1989   | Italia               |
| 10 | Giulia Pincerato | P     | 16 marzo 1987   | Italia               |
| 11 | Šárka Barborková | S     | 6 novembre 1985 | Rep. Ceca            |
| 13 | Caterina Sintoni | P     | 28 ottobre 1982 | Italia               |
| 14 | Caterina Bosetti | S     | 2 febbraio 1994 | Italia               |
| 15 | Makare Desilets  | C     | 26 giugno 1976  | Stati Uniti          |
| 17 | Ramona Puerari   | L     | 7 aprile 1983   | Italia               |

## Mercato
| Acquisti | Acquisti         | Acquisti            | Acquisti   |
| R.       | Nome             | da                  | Modalità   |
| -------- | ---------------- | ------------------- | ---------- |
| S        | Šárka Barborková | Vilsbiburg          | definitivo |
| S        | Lucia Bosetti    | Bergamo             | definitivo |
| L        | Luna Carocci     | Busto Arsizio       | definitivo |
| C        | Makare Desilets  | Robur Tiboni Urbino | definitivo |
| C        | Martina Guiggi   | Robursport Pesaro   | definitivo |
| O        | Sarah Pavan      | Korea Expressway    | definitivo |
| P        | Giulia Pincerato | Parma               | definitivo |
| L        | Ramona Puerari   | Santa Croce         | definitivo |
| P        | Caterina Sintoni | Casalmaggiore       | definitivo |
| C        | Federica Stufi   | Santa Croce         | definitivo |

| Cessioni | Cessioni          | Cessioni         | Cessioni   |
| R.       | Nome              | a                | Modalità   |
| -------- | ----------------- | ---------------- | ---------- |
| S/O      | Taismary Agüero   | Universal Modena | definitivo |
| C        | Sara Anzanello    | Azərreyl         | definitivo |
| C        | Raffaella Calloni | Baku             | definitivo |
| L        | Paola Cardullo    | RC Cannes        | definitivo |
| S        | Megan Hodge       | Atom Trefl Sopot | definitivo |
| C        | Katja Jontes      | HIT Nova Gorica  | definitivo |
| C        | Katarína Kováčová | ?                | definitivo |
| L        | Alessia Lanzini   | Santa Croce      | definitivo |
| S        | Chiara Negrini    | -                | ritirata   |
| P        | Giulia Rondon     | Crema            | definitivo |
| P        | Caterina Sintoni  | ?                | definitivo |

## Risultati

### Serie A1

#### Girone di andata
| 1ª giornata - 9 ottobre 2011 PalaBorsani, Castellanza    | Villa Cortese       | 3 - 0 | Pavia             | 25-17, 25-18, 25-17               |
| 2ª giornata - 16 ottobre 2011 PalaFranzanti, Piacenza    | River               | 1 - 3 | Villa Cortese     | 25-18, 23-25, 24-26, 23-25        |
| 3ª giornata - 22 ottobre 2011 PalaBorsani, Castellanza   | Villa Cortese       | 3 - 0 | Chieri            | 27-25, 25-22, 25-17               |
| 4ª giornata - 29 ottobre 2011 PalaMondolce, Urbino       | Robur Tiboni Urbino | 2 - 3 | Villa Cortese     | 19-25, 16-25, 25-16, 25-20, 10-15 |
| 5ª giornata - 22 novembre 2011 PalaBorsani, Castellanza  | Villa Cortese       | 3 - 0 | Parma             | 25-21, 25-20, 28-26               |
| 6ª giornata - 27 novembre 2011 PalaNorda, Bergamo        | Bergamo             | 0 - 3 | Villa Cortese     | 28-30, 24-26, 14-25               |
| 7ª giornata - 4 dicembre 2011 PalaBorsani, Castellanza   | Villa Cortese       | 3 - 1 | Robursport Pesaro | 20-25, 25-21, 26-24, 25-18        |
| 9ª giornata - 18 dicembre 2011 PalaBorsani, Castellanza  | Villa Cortese       | 0 - 3 | Asystel           | 23-25, 19-25, 20-25               |
| 10ª giornata - 26 dicembre 2011 PalaPanini, Modena       | Universal Modena    | 0 - 3 | Villa Cortese     | 21-25, 13-25, 17-25               |
| 11ª giornata - 29 dicembre 2011 PalaBorsani, Castellanza | Villa Cortese       | 1 - 3 | Busto Arsizio     | 21-25, 19-25, 25-22, 22-25        |

#### Girone di ritorno
| 12ª giornata - 6 gennaio 2012 PalaRavizza, Pavia        | Pavia             | 0 - 3 | Villa Cortese       | 22-25, 14-25, 16-25               |
| 13ª giornata - 8 gennaio 2012 PalaBorsani, Castellanza  | Villa Cortese     | 3 - 1 | River               | 25-23, 25-19, 19-25, 28-26        |
| 14ª giornata - 15 gennaio 2012 PalaRuffini, Torino      | Chieri            | 1 - 3 | Villa Cortese       | 19-25, 11-25, 25-19, 20-25        |
| 15ª giornata - 22 gennaio 2012 PalaBorsani, Castellanza | Villa Cortese     | 3 - 1 | Robur Tiboni Urbino | 25-13, 23-25, 25-23, 25-21        |
| 16ª giornata - 5 febbraio 2012 PalaRaschi, Parma        | Parma             | 0 - 3 | Villa Cortese       | 14-25, 24-26, 15-25               |
| 17ª giornata - 9 febbraio 2012 PalaBorsani, Castellanza | Villa Cortese     | 0 - 3 | Bergamo             | 17-25, 23-25, 20-25               |
| 18ª giornata - 19 febbraio 2012 PalaCampanara, Pesaro   | Robursport Pesaro | 3 - 2 | Villa Cortese       | 24-26, 25-20, 25-17, 21-25, 15-13 |
| 20ª giornata - 4 marzo 2012 Sporting Palace, Novara     | Asystel           | 1 - 3 | Villa Cortese       | 23-25, 19-25, 25-16, 17-25        |
| 21ª giornata - 7 marzo 2012 PalaBorsani, Castellanza    | Villa Cortese     | 1 - 3 | Universal Modena    | 17-25, 19-25, 25-23, 25-22, 11-15 |
| 22ª giornata - 11 marzo 2012 PalaYamamay, Busto Arsizio | Busto Arsizio     | 3 - 1 | Villa Cortese       | 18-25, 25-19, 25-15, 25-21        |

#### Play-off scudetto
| Quarti di finale (gara 1) - 14 marzo 2012 PalaBorsani, Castellanza     | Villa Cortese     | 3 - 0 | Robursport Pesaro | 25-20, 25-17, 25-20               |
| Quarti di finale (gara 2) - 17 marzo 2012 PalaCampanara, Pesaro        | Robursport Pesaro | 3 - 2 | Villa Cortese     | 25-23, 25-20, 22-25, 22-25, 15-13 |
| Quarti di finale (gara 3) - 20 marzo 2012 PalaBorsani, Castellanza     | Villa Cortese     | 3 - 1 | Robursport Pesaro | 22-25, 25-17, 25-19, 25-22        |
| Semifinali (gara 1) - 29 marzo 2012 PalaBorsani, Castellanza           | Villa Cortese     | 3 - 2 | Bergamo           | 25-22, 19-25, 25-22, 26-28, 17-15 |
| Semifinali (gara 2) - 1º aprile 2012 PalaNorda, Bergamo                | Bergamo           | 3 - 2 | Villa Cortese     | 25-18, 29-31, 25-19, 20-25, 17-15 |
| Semifinali (gara 3) - 4 aprile 2012 PalaBorsani, Castellanza           | Villa Cortese     | 3 - 0 | Bergamo           | 25-19, 26-24, 25-13               |
| Finale (gara 1) - 7 aprile 2012 PalaYamamay, Busto Arsizio             | Busto Arsizio     | 3 - 1 | Villa Cortese     | 15-25, 25-17, 25-23, 25-23        |
| Finale (gara 2) - 9 aprile 2012 PalaYamamay, Busto Arsizio             | Busto Arsizio     | 2 - 3 | Villa Cortese     | 27-25, 23-25, 17-25, 25-20, 7-15  |
| Finale (gara 3) - 11 aprile 2012 Palazzetto dello Sport (Monza), Monza | Villa Cortese     | 0 - 3 | Busto Arsizio     | 17-25, 16-25, 17-25               |
| Finale (gara 4) - 13 aprile 2012 Palazzetto dello Sport (Monza), Monza | Villa Cortese     | 3 - 0 | Busto Arsizio     | 25-22, 25-23, 25-18               |
| Finale (gara 5) - 15 aprile 2012 PalaYamamay, Busto Arsizio            | Busto Arsizio     | 3 - 2 | Villa Cortese     | 25-14, 28-30, 25-15, 23-25, 16-14 |

### Coppa Italia

#### Fase a eliminazione diretta
| Quarti di finale - 24 gennaio 2012 PalaBorsani, Castellanza | Villa Cortese | 2 - 3 | River | 25-19, 22-25, 25-22, 22-25, 17-19 |

### Supercoppa italiana

#### Fase ad eliminazione diretta
| Finale - 16 febbraio 2012 Palazzetto dello Sport (Monza), Monza | Bergamo | 3 - 2 | Villa Cortese | 25-20, 20-25, 17-25, 25-22, 15-13 |

### Champions League

#### Fase a gironi
| 1ª giornata - 30 novembre 2011 Palais des Victoires, Cannes      | RC Cannes     | 3 - 1 | Villa Cortese | 25-21, 25-20, 23-25, 25-21        |
| 2ª giornata - 6 dicembre 2011 PalaBorsani, Castellanza           | Villa Cortese | 3 - 1 | Schweriner    | 21-25, 25-21, 25-17, 25-15        |
| 3ª giornata - 14 dicembre 2011 PalaBorsani, Castellanza          | Villa Cortese | 2 - 3 | Eczacıbaşı    | 25-16, 14-25, 25-23, 19-25, 13-15 |
| 4ª giornata - 22 dicembre 2011 Eczacıbaşı Spor Salonu, Istanbul  | Eczacıbaşı    | 3 - 1 | Villa Cortese | 25-14, 25-13, 22-25, 25-20        |
| 5ª giornata - 10 gennaio 2012 Halle am Lambrechtsgrund, Schwerin | Schweriner    | 0 - 3 | Villa Cortese | 21-25, 22-25, 17-25               |
| 6ª giornata - 17 gennaio 2012 PalaBorsani, Castellanza           | Villa Cortese | 2 - 3 | RC Cannes     | 16-25, 26-24, 22-25, 25-16, 9-15  |

#### Fase a eliminazione diretta
| Ottavi di finale (andata) - 1º febbraio PalaBorsani, Castellanza      | Villa Cortese | 3 - 2 | Dinamo Mosca  | 25-20, 25-18, 18-25, 23-25, 15-12                   |
| Ottavi di finale (ritorno) - 9 febbraio USZ Družba, Mosca             | Dinamo Mosca  | 0 - 3 | Villa Cortese | 15-25, 22-25, 23-25                                 |
| Quarti di finale (andata) - 23 febbraio 2012 PalaBorsani, Castellanza | Villa Cortese | 3 - 1 | Bergamo       | 21-25, 25-15, 25-20, 25-19                          |
| Quarti di finale (ritorno) - 29 febbraio 2012 PalaNorda, Bergamo      | Bergamo       | 3 - 2 | Villa Cortese | 26-24, 25-27, 25-18, 20-25, 18-16 Golden set: 11-15 |
| Semifinali - 24 marzo 2012 Sport and Concert Complex, Baku            | RC Cannes     | 3 - 1 | Villa Cortese | 25-17, 26-24, 27-29, 25-15                          |
| Finale 3º posto - 25 marzo 2012 Sport and Concert Complex, Baku       | Dinamo-Kazan  | 3 - 1 | Villa Cortese | 25-13, 25-17, 24-26, 25-23                          |

## Statistiche

### Statistiche di squadra
| Competizione        | Punti | In casa | In casa | In casa | In trasferta | In trasferta | In trasferta | Totale | Totale | Totale |
| Competizione        | Punti | G       | V       | P       | G            | V            | P            | G      | V      | P      |
| ------------------- | ----- | ------- | ------- | ------- | ------------ | ------------ | ------------ | ------ | ------ | ------ |
| Serie A1            | 43    | 16      | 11      | 5       | 15           | 9            | 6            | 31     | 20     | 11     |
| Coppa Italia        | -     | 1       | 0       | 1       | -            | -            | -            | 1      | 0      | 1      |
| Supercoppa italiana | -     | -       | -       | -       | -            | -            | -            | 1      | 0      | 1      |
| Champions League    | 8     | 5       | 3       | 2       | 5            | 2            | 3            | 12     | 5      | 7      |
| Totale              | -     | 22      | 14      | 18      | 20           | 11           | 9            | 45     | 25     | 20     |

G = partite giocate; V = partite vinte; P = partite perse

### Statistiche dei giocatori
| Giocatore      | Serie A1 | Serie A1 | Serie A1 | Serie A1 | Serie A1 | Coppa Italia | Coppa Italia | Coppa Italia | Coppa Italia | Coppa Italia | Supercoppa italiana | Supercoppa italiana | Supercoppa italiana | Supercoppa italiana | Supercoppa italiana | Champions League | Champions League | Champions League | Champions League | Champions League | Totale | Totale | Totale | Totale | Totale |
| Giocatore      | P        | PT       | AV       | MV       | BV       | P            | PT           | AV           | MV           | BV           | P                   | PT                  | AV                  | MV                  | BV                  | P                | PT               | AV               | MV               | BV               | P      | PT     | AV     | MV     | BV     |
| -------------- | -------- | -------- | -------- | -------- | -------- | ------------ | ------------ | ------------ | ------------ | ------------ | ------------------- | ------------------- | ------------------- | ------------------- | ------------------- | ---------------- | ---------------- | ---------------- | ---------------- | ---------------- | ------ | ------ | ------ | ------ | ------ |
| Š. Barborková  | 17       | 25       | 17       | 5        | 3        | 0            | 0            | 0            | 0            | 0            | 0                   | 0                   | 0                   | 0                   | 0                   | 11               | 18               | 8                | 7                | 3                | 28     | 43     | 25     | 12     | 6      |
| L. Berg        | 20       | 16       | 8        | 4        | 4        | 1            | 0            | 0            | 0            | 0            | 1                   | 0                   | 0                   | 0                   | 0                   | 9                | 8                | 4                | 2                | 2                | 31     | 24     | 12     | 6      | 6      |
| C. Bosetti     | 30       | 107      | 96       | 9        | 2        | 1            | 0            | 0            | 0            | 0            | 1                   | 0                   | 0                   | 0                   | 0                   | 12               | 88               | 67               | 16               | 5                | 41     | 195    | 163    | 25     | 7      |
| L. Bosetti     | 29       | 345      | 297      | 37       | 11       | 1            | 12           | 12           | 0            | 0            | 1                   | 13                  | 10                  | 3                   | 0                   | 10               | 93               | 72               | 13               | 8                | 41     | 463    | 391    | 53     | 19     |
| Luna Carocci   | 21       | 1        | 1        | -        | -        | 1            | -            | -            | -            | -            | 0                   | -                   | -                   | -                   | -                   | 8                | -                | -                | -                | -                | 30     | 1      | 1      | 0      | 0      |
| Á. Cruz        | 30       | 340      | 305      | 20       | 15       | 1            | 11           | 10           | 1            | 0            | 1                   | 13                  | 10                  | 3                   | 0                   | 11               | 125              | 113              | 6                | 6                | 43     | 489    | 438    | 30     | 21     |
| M. Desilets    | 26       | 259      | 178      | 72       | 9        | 1            | 13           | 7            | 6            | 0            | 1                   | 13                  | 7                   | 4                   | 2                   | 9                | 113              | 67               | 39               | 7                | 37     | 388    | 259    | 121    | 18     |
| M. Guiggi      | 23       | 248      | 162      | 71       | 15       | 1            | 15           | 13           | 2            | 0            | 1                   | 18                  | 9                   | 6                   | 3                   | 9                | 98               | 74               | 22               | 2                | 34     | 379    | 258    | 101    | 20     |
| S. Pavan       | 31       | 549      | 496      | 29       | 24       | 1            | 28           | 26           | 2            | 0            | 1                   | 22                  | 20                  | 0                   | 2                   | 11               | 213              | 187              | 17               | 9                | 44     | 812    | 729    | 48     | 35     |
| E. Perinelli   | 23       | 16       | 12       | 0        | 4        | 1            | 0            | 0            | 0            | 0            | 1                   | 0                   | 0                   | 0                   | 0                   | 4                | 12               | 9                | 0                | 3                | 29     | 28     | 21     | 0      | 7      |
| G. Pincerato   | 31       | 40       | 25       | 12       | 3        | 1            | 0            | 0            | 0            | 0            | 1                   | 0                   | 0                   | 0                   | 0                   | 12               | 13               | 7                | 3                | 3                | 45     | 53     | 32     | 15     | 6      |
| R. Puerari     | 25       | -        | -        | -        | -        | 1            | -            | -            | -            | -            | 1                   | -                   | -                   | -                   | -                   | 9                | -                | -                | -                | -                | 36     | -      | -      | -      | -      |
| C. Sintoni     | 2        | 0        | 0        | 0        | 0        | -            | -            | -            | -            | -            | -                   | -                   | -                   | -                   | -                   | -                | -                | -                | -                | -                | 2      | 0      | 0      | 0      | 0      |
| Federica Stufi | 16       | 79       | 53       | 23       | 3        | 0            | 0            | 0            | 0            | 0            | 0                   | 0                   | 0                   | 0                   | 0                   | 6                | 43               | 21               | 17               | 5                | 22     | 122    | 74     | 40     | 8      |

P = presenze; PT = punti totali; AV = attacchi vincenti; MV = muri vincenti; BV = battute vincenti